# Mutabbal
Mutabbal (arabisch متبل, DMG mutabbal) ist ein Auberginenpüree, das zu den traditionellen Mezze der Arabischen Küche gehört. 

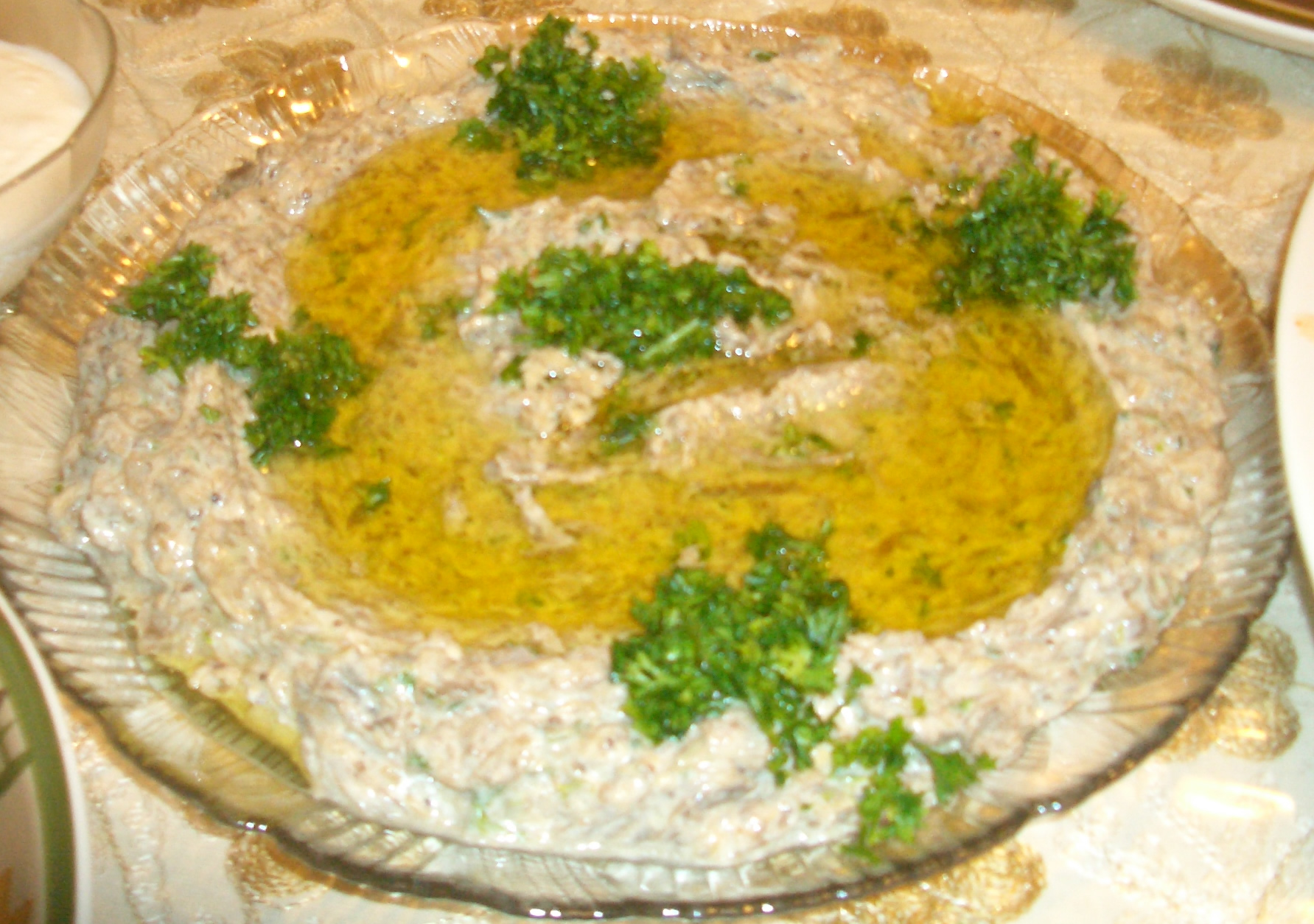
Mutabbal

Für die Herstellung von Mutabbal gibt es unterschiedliche Varianten. Typisch ist jedoch neben Auberginen die Verwendung von Knoblauch, Tahin und Zitronensaft und manchmal auch Joghurt. Die Auberginen werden zur Herstellung des Gerichts in einem Ofen weichgegart. In vielen traditionellen Haushalten der Levante werden sie jedoch auch über einem Holzkohlefeuer gegrillt, bis sie gar sind. Auf diese Weise hat das Mutabbal einen rauchigeren Geschmack. 
Traditionell wird Mutabbal auf einem flachen Teller angerichtet und in das Püree eine flache Mulde gedrückt. Es wird dann mit Olivenöl beträufelt und mit Petersilie überstreut. 
Ein weiteres Gericht der arabischen Küche aus Auberginen ist Baba Ghanoush.